# アラン・クルス
アラン・クルス（Allan Cruz、1996年2月24日 - ）は、コスタリカ出身の同国代表プロサッカー選手。ポジションはMF。メジャーリーグサッカー・FCシンシナティ所属。

## 経歴

### クラブ
2019年1月18日、CSエレディアーノからFCシンシナティに移籍。

### 代表
2018年9月7日、高陽総合運動場で開催された韓国代表との親善試合でコスタリカ代表デビューを果たした
。11月8日、ペルー代表との親善試合で代表初ゴールを決めた。
2019年6月5日、2019 CONCACAFゴールドカップ参加メンバー23人の一人に選ばれた。